# Фахмін Мурадбайлі
Фахмін Сурхай огли Мурадбайлі (азерб. Fəhmin Surxay oğlu Muradbəyli, нар. 16 березня 1996, Баку, Азербайджан) — азербайджанський футболіст, вінгер клубу «Нефтчі».

## Клубна кар'єра
Фахмін Мурадбайлі народився у Баку і є вихованцем столичного клубу «Нефтчі». 22 травня 2015 року Мурадбайлі дебютував у першій команді «Нефтчі» у матчах азербайджанської Прем'єр-ліги. У складі «нафтовиків» Мурадбайлі брав участь у матчах кваліфікації європейських клубних турнірів.
На початку 2018 року Мурадбайлі відправився в оренду у клуб «Сабаїл», де провів два з половиною сезони. Перед початком сезону 2020/21 футболіст повернувся до складу «Нефтчі».

## Збірна
Фахмін Мурадбайлі грав у складі юнацьких та молодіжної збірних Азербайджану.

## Досягнення
Нефтчі
 Чемпіон Азербайджану: 2020/21
 Переможець Кубка Азербайджану: 2013/14
Азербайджан (U-23)
- Переможець Ісламських ігор солідарності: 2017